# Zenon Różycki
Zenon Amon Różycki (Poznań, 18 dicembre 1913 – Wilsonville, 31 marzo 1992) è stato un cestista polacco.

## Carriera
Ha disputato con la Polonia le Olimpiadi di Berlino 1936, giocando sei partite.